# Hill Street Blues
Hill Street Blues va ser una sèrie dramàtica de trama policial emesa per la cadena de televisió NBC entre els anys 1981 a 1987, amb un total de 146 episodis. Va ser un èxit de crítica i va fixar noves línies per a les sèries produïdes als Estats Units.

## Continguts
MTM Enterprises, va desenvolupar la sèrie en companyia de la cadena de televisió NBC, amb Steven Bochco i Michael Kozoll com a escriptors de la sèrie. Els escriptors estaven autoritzats a utilitzar qualsevol idea per a crear la sèrie, i com a resposta van crear línies i noves idees per a les sèries dramàtiques.
- Cada episodi comptava amb un nombre de trames, que s'allargaven diversos episodis.
- Molts dels conflictes estaven entre el treball i la vida privada de cada persona. En el treball hi havia preguntes com Què és el correcte? i Què he fet?
- La cambra es manté en close in, acció que és tallada entre les històries, i hi havia un ús de diàlegs off-line.[2]
- El programa feia referència a la vida real i usava llenguatge de la vida real per a augmentar l'experiència del que s'havia vist abans.[3]

Moltes històries van aparèixer com l'oposat a algun personatge com:
- Blanc, Southern Officer Andrew J. ("Cowboy") Renko i Negre, urban Officer Bobby Hill.
- Pacífic tinent Henry Goldblum i militarista líder de l'equip SWAT tinent Howard Hunter.
- Calmat i veterà Desk Sergeant Phil Esterhaus i imprudent Detectiu Mick Belker.
- Alcohòlic, detectiu J.D. LaRue, i recuperat d'una addicció als narcòtics, detectiu Neal Washington.
- Masculí (en cerca del femení interior), oficial Lucy Bates i el seu col·lega, oficial Joe Coffey, sempre masculí.

Es va filmar en Los Angeles, Califòrnia com un escenari genèric amb la sensació d'un centre urbà del Nord. Alguns exteriors van ser rodats en Chicago, inclosa la comissaria de policia.
El nom del programa es va basar en el districte de Pittsburgh Hill District. El cap dels escriptors (Steven Bochco), hi va estudiar a prop, i per això es va inspirar a batejar la sèrie amb el nom de Hill Street Blues.
La seva influència es pot veure en sèries com NYPD Blue i ER.
La traducció correcta de Hill Street Blues seria "Els Blaus del carrer Hill" en referència al color de l'uniforme policial.

## Personatges principals
- Capt. Francis X. (Frank) Furillo - Daniel J. Travanti
- Fay Furillo - Barbara Bosson
- Sergent Philip Freemason (Phil) Esterhaus - Michael Conrad
- Agent Robert Eugene (Bobby) Hill - Michael Warren
- Agent Andrew Jackson (Andy) Renko - Charles Haid
- Joyce Davenport - Veronica Hamel
- Det. Michael (Mick) Belker - Bruce Weitz
- Tinent Ray Calletano - Rene Enriquez
- Det. Johnny (J.D.) LaRue - Kiel Martin
- Det. Neal Washington - Taurean Blaque
- Tinent Howard Hunter - James Sikking
- Sergent/Tinent Henry Goldblume - Joe Spano
- Agent/Sgt. Lucille (Lucy) Bates - Betty Thomas
- Agent Joe Coffey - Ed Marinaro
- Agent Leo Schnitz - Robert Hirschfeld
- Sergent Stan Jablonski - Robert Prosky
- Tinent Norman Buntz - Dennis Franz
- Det. Patsy Mayo - Mimi Kuzyk
- Det. Harry Garibaldi - Ken Olin
- Agent Patrick Flaherty - Robert Clohessy
- Agent Tina Russo - Megan Gallagher

## Personatges secundaris
- Capità Bob Ajanian - Richard Romanus
- Ajudant del fiscal de districte Álvarez - Gregory Sierra
- John Amico - Jack Andreozzi
- Shirret Anders - Van Nessa Clarke
- Ed Andrews - John Wesley
- Bobby Angel - Billy Green Bush
- Mr. Arcanian - Paul Michael
- Prunella Ashton-Wilkes - Elizabeth Huddle
- E.A.T. Officer Jack Ballantine - Gary Miller
- Reverend Banks - Stack Pierce
- Det. Sal Benedetto - Dennis Franz
- Det. Michael Benedict - Gerald Castillo
- Bernard - Kent Williams
- Ajudant del fiscal de districte Irwin Bernstein - George Wyner
- Billie - Karole Selmon
- Sal Binachi - Jack Andreozzi
- Marv Box - Dana Gladstone
- Alan Bradford - Martin Ferrero
- Richard Brady - William Forsythe
- Tyler Bragg - Howard Witt
- Warren Briscoe - Andy Romano
- Virgil Brooks - Nathan Cook
- Attorney Brown - Renny Roker
- Agent Randall Buttman - Michael Biehn
- Stuart Casey - Fred McCarren
- Kiki Chabundi - Clinton Derricks-Carroll
- Ed Chapel - Jordan Charney
- Connie Chapman - Frances McDormand
- Dolores Chapman - Linda Hart
- Cynthia Chase - Andrea Marcovicci
- Theodore Chato - Victor Mohica
- Don Chesler - Peter Schuck
- Det. Lt. Alf Chesley - Gerry Black
- Chico - Gregory Norman Cruz
- Lee Cleveland - Hilly Hicks
- Alcalde Ozzie Cleveland - J.A. Preston
- Jutge Milton Cole - George Wallace
- Colette - Marion Kodamu Yue
- Coley - Robin Coleman
- Douglas Comstock - Robin Gammell
- Crawford - Franklyn Seales
- Sonny Crockett - Dennis Burkley
- Jennifer Cross - Jeannetta Arnette
- Chief Fletcher Daniels - Jon Cypher
- Daryl Ann - Deborah Richter
- Agent Rudy Davis - Harold Sylvester
- Arnold Detweiler - Michael Fairman
- Fabian DeWitt - Zero Hubbard
- Vivian DeWitt - Beverly Hope Atkinson
- Al DiPiano - Charles Tyner
- DiCostanza - Lou Joffred
- Maureen Dolan - Joan Sweeny
- Tommy Donahue - David L. Crowley
- Pete Dorsey - Peter Lownds
- Phil Dugan - Stephen Macht
- Jay Eldridge - Peter Fox
- Ellis - Leonard Lightfoot
- Aunt Feeney - Beah Richards
- Gabe Fimpel - Michael Tucker
- Sarah Fimpel - Jill Eikenberry
- Benjamin Fisk - George Coe
- James Fitzsimmons - Jere Burns
- John Fox - Harrison Page
- James Willett Frame - George Innes
- Mary Franken - Nora Heflin
- Capità Freedom - Dennis Dugan
- Capità Jerry Fuchs - Vincent Lucchesi
- Mr. Furillo - Richard Bull
- Anna Furillo - Penny Santon
- Joe Furillo - Michael Durrell
- Sophie Furillo - Catherin Paolone
- Gerry Gaffney - Gary Frank
- Agent Michael Galva - Brian McNamara
- Grace Gardner - Barbara Babcock
- Agent Ron Garfield - Mykelti Williamson
- Anthony Garibaldi - Joe Dorsey
- Jon Gennaro - Leo Rossi
- Goldblum - Dana Gladstone
- Rachel Goldblume - Rosanna Huffman
- Gradsky - Andy Goldberg
- Carole Greene - Martha Hackett
- Ed Greenglass - Basil Hoffman
- Eddie Gregg - Charles Levin
- Celestine Grey - Juney Smith
- Jutge Paul Grogan - Donnelly Rhodes
- Lotta Gue - Roxanne Rolle
- Joe Gustimonte - Edward James Olmos
- Wilber Harmon - Eric Laneuville
- Oficial Harris - Mark Metcalf
- William Hasselbach - Ian Patrick Williams
- Dr. Heath - Wortham Krimmer
- Dudley Hicks - Troy Curvey Jr.
- Mary Hicks - Alexandra Johnson
- Reggie Hill - James McEachin
- Hingle - Jake Mitchell
- Vic Hitler - Terry Kiser
- Eddie Hoban - Robert Brian Berger
- Tom Hopper - Eric Pierpoint
- Vera Horvath - Sharon Barr
- Jesse John Hudson - Danny Glover
- Bailbondsman Huerta - Danny Mora
- Iggy - David Fresco
- Sal Intestinale - John Quade
- Ms. Jackson - Pamela Hayden
- Sgt. Jenkins - Lawrence Tierney
- Justine - Peggy Blowe
- Debbie Kaplan - Gela Jacobson
- Kristen - Ally Sheedy
- Lambert - Charles Guardino
- Andrew Lane - William G. Schilling
- Lee - John Idakitis
- Vernon Lee - Kene Holliday
- Agent Ron Lipsky - Chris Noth
- Carterista James Logan - Nick Savage
- Biff Lowe - Paul Gleason
- Irv Luboff - Michael Durrell
- Ludwig - George McDaniel
- Lyle - Phil Peters
- Lynetta - Shirley Jo Finney
- Ralph Macafee - Dan Hedaya
- Mac MacAllister - Sandy McPeak
- Assistent en cap Dennis Mahoney - Ron Parady
- Mancuso - John O'Connell
- Shamrock Leader Tommy Mann - David Caruso
- Cookie Marcel - Jesse D. Goins
- Dave Marino - Vincent Baggetta
- Robin Mars - David Wohl
- Agent Martin - Randy Kovitz
- Jesus Martínez - Trinidad Silva
- Marty el prestamista - Martin Garner
- Hal Massey - Robert Sampson
- Regidor Tom McAurley - Dennis Holahan
- Kate McBride - Lindsay Crouse
- Nancy McCoy - Karen Carlson
- Lawrence McKeever - Michael MacRae
- Melvin - Matt Kanen
- Steve Merkur - Scott Paulin
- Metzger - James Tartan
- Stan Maizel - Robert Davi
- Katy Moore - Nancy Lenehan
- Roseanna Morgenstern - Lee Kessler
- William Mullins - Jesse D. Goins
- Agent Jerry Nash - Stephen McHattie
- Peggy LaRue Nelson - Janet Carroll
- Rob Nelson - Louis Giambalvo
- Martha Nichols - Lynne Moody
- Chief Coroner Wally Nydorf - Pat Corley
- Judge Lee Oberman - Larry D. Mann
- Sonny Orsini - Joe Pantoliano
- Pak - Soon-Tek Oh
- Presidential Aide Parker - Charles Seaverns
- Celeste Patterson - Judith Hansen
- Pauli - Ernie Sabella
- Sandra Paully - Mimi Rogers
- Marcus Peabody - Randy Brooks
- Inspector Pearson - John Karlen
- Donald Peck - James O'Sullivan
- Agent Mike Pérez - Tony Pérez
- Philip - Miguel Fernández
- Agent Archie Pizer - Barry Tubb
- Agent Ramsey - Stanley Kamel
- Raymond - David Selburg
- Reagan - Harry Moses
- John Renko - Morgan Woodward
- Tracy Renko - Alley Mills
- Caroline Reynolds - Kristen Meadows
- Rico - Marco Rodríguez
- Nat Rikers - Tim Thomerson
- Doris Robson - Alfre Woodard
- Nemo Rodríguez - Don Cervantes
- Dr. Ted Rose - Sandy McPeak
- Hector Ruiz - Panchito Gómez
- Louis Russ - Stan Shaw
- Samantha - M.E. Loree
- Trudy Sandler - Betty McGuire
- Danny Santana - Reni Santoni
- Santini - Jeff Seymour
- Gene Scapizzi - Marc Alaimo
- Jutge Maurice Schilling - Allan Rich
- Tinent Emil Schneider - Dolph Sweet
- Myrna Scnitz - Jane Alden
- Randolph Scripps - Kenneth Tigar
- Andy Sedita - Stuart Margolin
- Ben Seltzer - Barney Martin
- Shanks - Nicholas Shields
- Irish Bobby Shields - Guy Boyd
- Detective de Asuntos Internos Shipman - Arthur Taxier
- Sid el chivato - Peter Jurasik
- Rollie Simone - Michael Lerner
- Sneed - Gary Van Ormand
- Sosa - Al Ruscio
- Gina Srignoli - Jennifer Tilly
- Jack Steger - Sandy Ward
- Dr. Stuart - Sam Groom
- Swanson - George Dickerson
- Terry Sylvestri - Grace Zabriskie
- Officer Robin Tataglia - Lisa Sutton
- Mrs. Tatum - Ketty Lester
- Teresa - Helen Shaver
- Jill Thomas - Lynn Whitfield
- Denise Thompson - Freddye Chapman
- Agent Clara Tilsky - Jane Kaczmarek
- William (Buck Naked) Tully - Lee Weaver
- Tyler - Ricco Ross
- Sandy Valpariso - Linda Hamilton
- Mr. Viatoro - Luis Avalos
- Jutge Alan Wachtel - Jeffrey Tambor
- Concejal Wade - Walter Bobbie
- Dorothy Walker - Anne Curry
- Tinent John Walsh - John Brandon
- Webster - Mark Voland
- Charlie Weeks - Charles Hallahan
- Sam Weiser - Ron Silver
- Graham Wells - Granville Van Dusen
- Byron Whitcamp - Kale Browne
- Agent Wiley - Patti Johns
- Alfred Williams - Keith Amos
- Lynn Williams - Ann-Marie Johnson
- Wilma - Donna LaBrie
- Morris Wine - Ralph Manza
- Infermera Linda Wulfawitz - Kathleen Lloyd